# André Maurice
Pour les articles homonymes, voir Maurice.
Ne doit pas être confondu avec Maurice André.
André Maurice (André, Henri, Auguste Maurice) né à Paris 17e le 8 mars 1886, décédé en son domicile à Paris (7e arrondissement) le 22 janvier 1973, est un architecte français.

## Biographie
André Maurice fit ses études au lycée des Batignolles à Paris, puis aux Beaux-Arts.
Quoiqu’il n’ait pas connu son père, Henri Maurice, architecte expert, décédé en 1888, il eut comme lui la vocation d’architecte. Entré aux Beaux-Arts, il en sortit Architecte en chef du Gouvernement, des Bâtiments civils et Palais nationaux. Il a également étudié à l'École des arts décoratifs.
Très attaché à la tradition architecturale française, il connaissait à fond les règles de son métier.
Il a été le collaborateur et le successeur de son ancien « patron », l’architecte Jacques Hermant, en particulier pour la construction de l'École navale de Brest.
Sous des dehors quelque peu misanthropes[réf. nécessaire], il cachait une réelle sensibilité dont témoigne son œuvre peint. En effet, André Maurice est l’auteur de nombreuses peintures à l’aquarelle et à l’huile qui évoquent divers endroits où il a séjourné : Venise, Vosges, Côte d’Azur, Bretagne (Brest), Sud-Ouest (Arcachon), Pyrénées (région d’Argelès), Creuse.

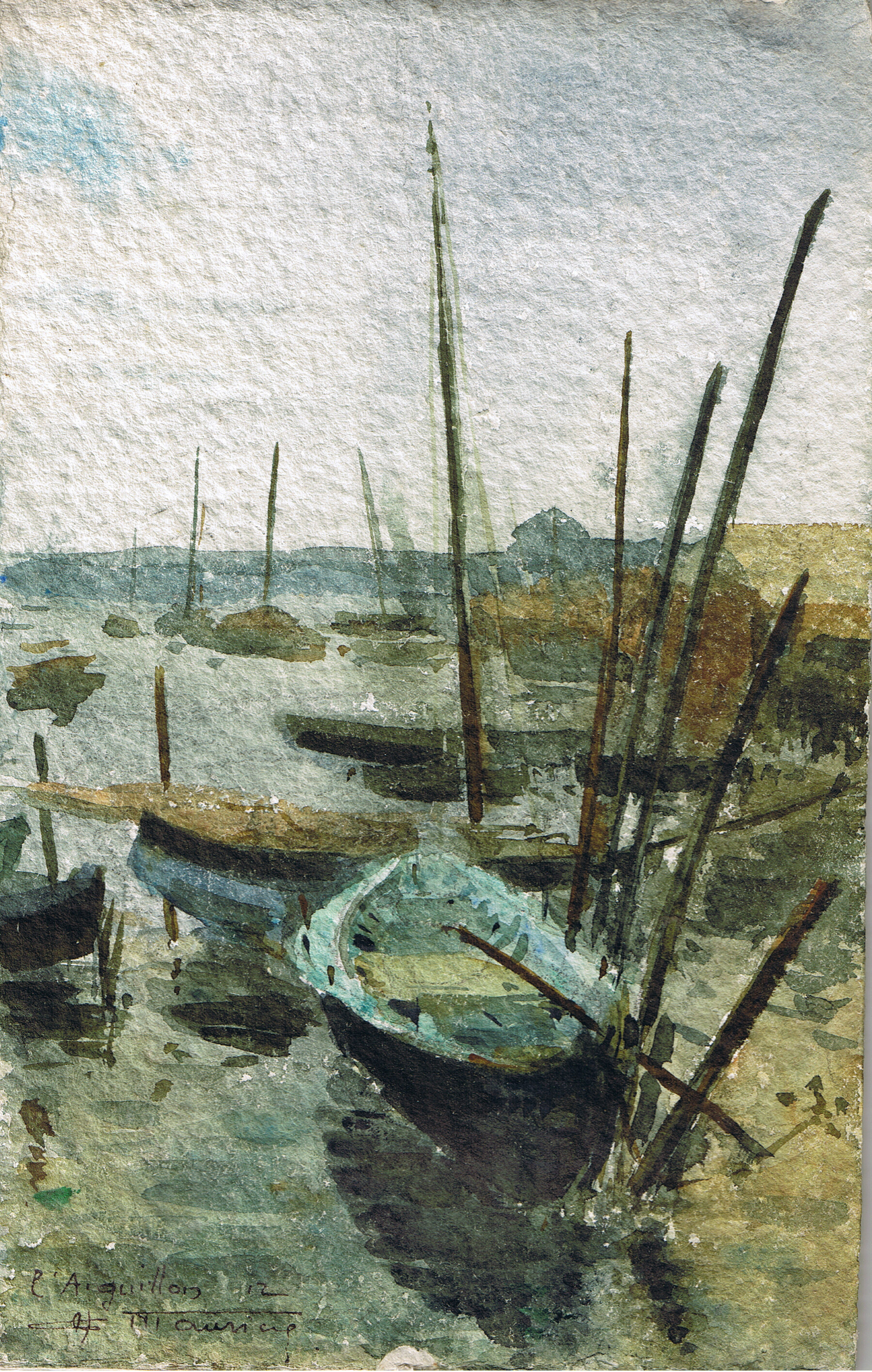
L'aiguillon - Arcachon
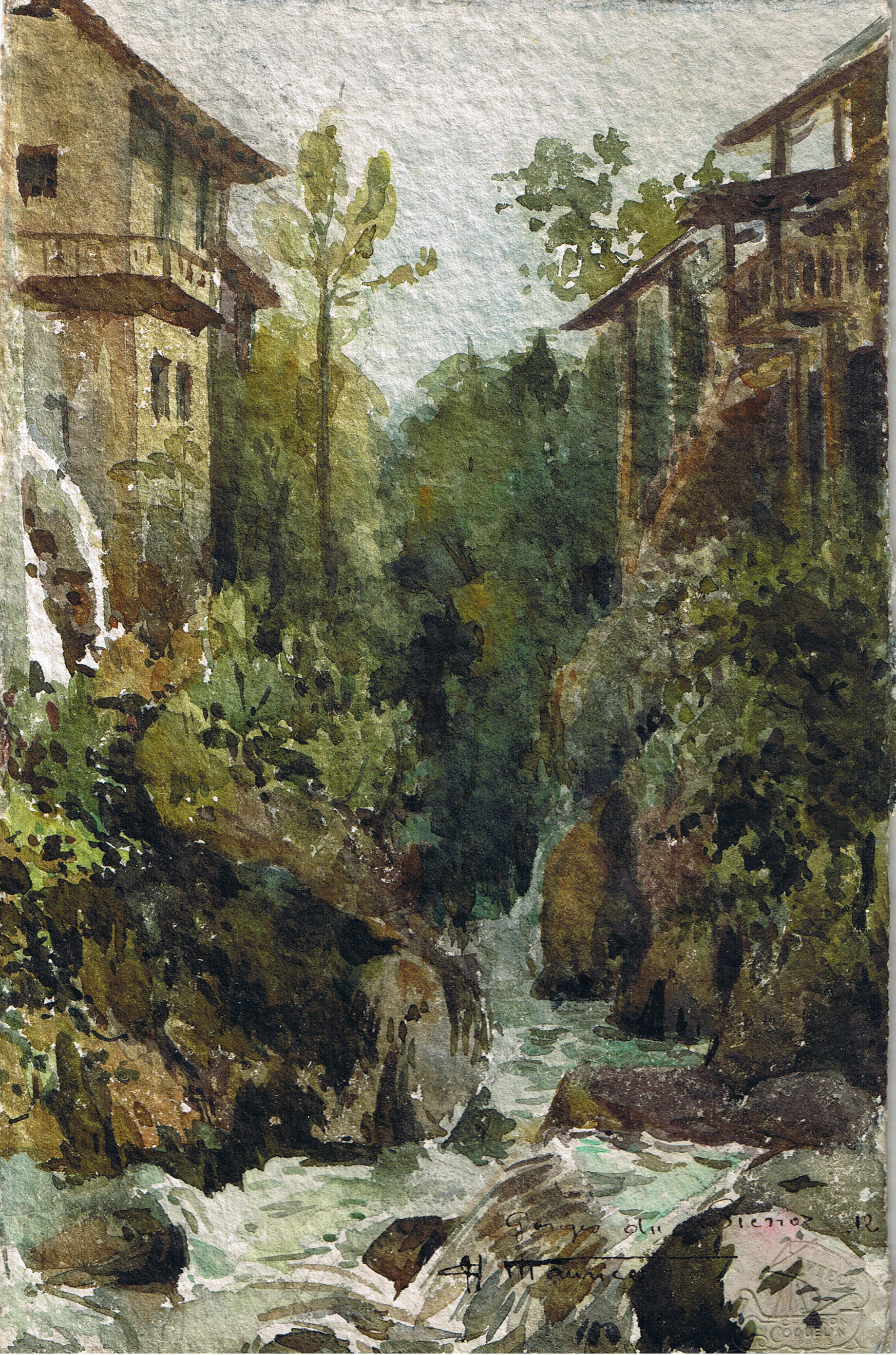
Les Gorges du Sierrox - Aix-les-Bains
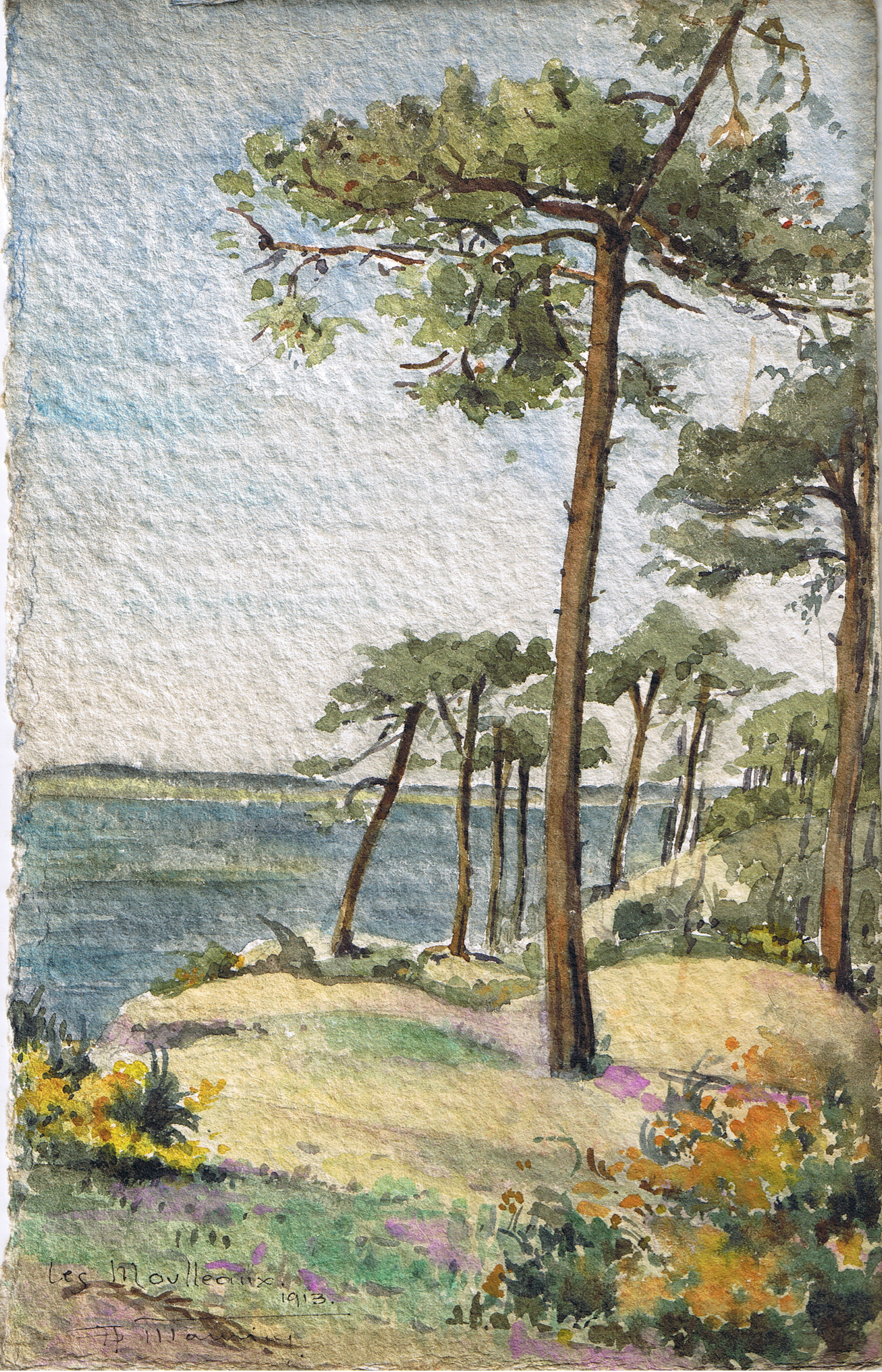
Le Moulleau

Par ailleurs, il a été l’instigateur de la carrière du sculpteur Claude Bouscau (Premier Grand Prix de Rome 1935) dont il a su remarquer les qualités et qu’il a fait entrer à l’École des beaux-arts.
Il est enterré au cimetière du Montparnasse à Paris.

## Principaux ouvrages
- Plusieurs bâtiments d’habitation
- Édifices administratifs
- Hôtels particuliers à Toulouse
- Cités jardins à Versailles, Parc de Sceaux …
- Cercle naval et Cercle des mariniers de Toulon
- et surtout l'École navale de Brest à Saint-Pierre Guilbignon (1929)

## Distinctions
- Chevalier de la Légion d’honneur
- Palmes académiques